# مسافة أماري
في الرياضيات، مسافة أماري (بالإنجليزية: Amari Distance)‏ هي المسافة بين مصفوفتين غير فرديتين، ويستفاد منها في التحقق من التقارب في خوارزميات تحليل المكونات المستقلة وفي الحلول الحاسوبية.